# 83Y busz (Budapest)
A budapesti 83Y jelzésű autóbusz az Etele tér, Kelenföldi pályaudvar és Kelenföld, Kábelgyár között közlekedett. A viszonylatot a Budapesti Közlekedési Vállalat üzemeltette.

## Története
1969. december 15-én 83Y jelzéssel indítottak új elágazójáratot az Etele tér és a Kábelgyár (Hengermalom út) között. A járatot 1975. december 31-én megszüntették.

## Útvonala
| Kelenföld, Kábelgyár felé | Etele tér, Kelenföldi pályaudvar felé |
| --- | --- |
| Etele tér, Kelenföldi pályaudvar vá. – Vasút utca – Bartók Béla út – Halmi utca – Tétényi út – Bártfai utca – Fehérvári út – Hengermalom út – Kelenföld, Kábelgyár vá. | Kelenföld, Kábelgyár vá. – Hengermalom út – Szakasits Árpád út – Tétényi út – Halmi utca – Bartók Béla út – Kelenföldi út – Etele tér, Kelenföldi pályaudvar vá. |

## Megállóhelyei
| 0 | Etele tér, Kelenföldi pályaudvar végállomás                      | 7 | 19, 49 1, 41Y, 83, 107 Budapest-Kelenföld |
| 1 | Bartók Béla út (↓) Kelenföldi út (↑) (ma: Szent Gellért-templom) | 5 | 19, 49 1                                  |
| 2 | Bánk bán utca (↓) Csóka utca (↑)                                 | 4 | 19, 49 1                                  |
| 4 | Fraknó utca (↓) Tétényi úti kórház (↑) (ma: Szent Imre Kórház)   | 3 | 7C, 14, 14Y                               |
| ∫ | Tétényi út 30.                                                   | 2 | 7C, 14, 14Y                               |
| ∫ | Tétényi út (ma: Bikás park M)                                    | 1 | 7C, 14, 14Y, 83, 107                      |
| 6 | Fehérvári út                                                     | ∫ | 9, 18, 47 3                               |
| 7 | Kelenföld, Kábelgyár (ma: Etele út / Fehérvári út) végállomás    | 0 | 9, 18, 47 3, 14, 14Y, 83                  |